# 第58回スーパーボウル
第58回スーパーボウル（Super Bowl LVIII）は、2023年シーズンのNFLのチャンピオンを決める試合。2024年2月11日、AFC王者のカンザスシティ・チーフスとNFC王者のサンフランシスコ・49ersが対戦し、チーフスが25-22で勝利し2年連続4度目の優勝を果たした。MVPにはパトリック・マホームズが選ばれた。

## 開催地決定まで
第56回までの開催地は、開催を希望する都市が入札し、オーナー会議の投票で決定するプロセスを採用していたが、第57回、第58回の開催分からはリーグの方から開催候補地に開催に向けた接触をすることが許されるようになった。
リーグと接触し、開催を希望したアリゾナ州アリゾナ州グレンデールとルイジアナ州ニューオーリンズが提案書をまとめ、その提案書に対する無記名投票が2018年5月のオーナー会議において行われた。その結果、第57回をアリゾナ州アリゾナ州グレンデール、第58回をルイジアナ州ニューオーリンズで開催することが満場一致にて決定した。
しかし、レギュラーシーズンが2021年シーズン以降、17試合制に移行したことにより、開催日が当初の予定から1週間遅くなり、大規模イベント（ニューオーリンズ・マルディグラ）と重なったため、ニューオーリンズでの開催は翌2025年に変更され、2021年12月、ネバダ州ラスベガス近郊のパラダイスで開催されることが決定された。レイダースが2020年シーズンに移転するまでNFLのチームが無かったネバダ州において初めて開催されるスーパーボウルとなった。

## 出場チーム
AFC代表カンザスシティ・チーフスはAFC第3シードから2年連続6度目の出場、NFC代表サンフランシスコ・49ersはNFC第1シードから4年ぶり8度目の出場。勝利すれば、チーフスは2年連続4度目、49ersは第29回スーパーボウル以来29年ぶり6度目のスーパーボウル制覇となる。両チームの対戦は第54回スーパーボウル以来、5年ぶり2度目であり、この試合ではチーフスが31対20で勝利した。

### サンフランシスコ・49ers
サンフランシスコ・49ersはレギュラーシーズンを12勝5敗で終え、NFC第1シードを獲得した。前年に新人ながらチームをNFCチャンピオンシップに導いたブロック・パーディの活躍もありチームは2021年のNFLドラフト全体3位指名で獲得したトレイ・ランスをトレードで放出した。パーディはパスで4,280ヤードを獲得、31タッチダウン、11インターセプト、QBレイティング113.0でプロボウルに選ばれた。また2022年シーズン途中にチームに加入したRBクリスチャン・マキャフリーはランとレシーブで2,023ヤードを獲得、合計21タッチダウンをあげてオールプロファーストチームに選ばれた。レシーバー陣でもブランドン・アイユーク、ジョージ・キトル、ディーボ・サミュエルの3人が1000ヤード以上を獲得した。4人の選手がスクリメージラインから1,000ヤード以上を獲得したのはNFL史上初めてのことであった。トータルオフェンスはNFL2位の平均398.4ヤード、パスオフェンスはNFL4位の257.9ヤード、ランオフェンスはNFL3位の140.5ヤードを獲得した。オフェンスラインの中心は左タックルのトレント・ウィリアムズでオールプロファーストチームに3回目、プロボウルに11回目の選出となった。ディフェンスも失点でNFL3位の17.5点しか許さず、NFLトップタイの22インターセプトをあげた。ディフェンスラインではニック・ボーサがチームトップの10.5サック、ジェイボン・ハーグレイブが7サック、アリク・アームステッドが5サックをあげた。ラインバッカーのフレッド・ワーナーは132タックル、4インターセプト、4ファンブルフォース、2.5サックをあげてオールプロファーストチームに選ばれた。ディフェンスバックではシャーバリウス・ウォードが5インターセプト、72タックル、ディオモンドアー・レノアーが3インターセプト、84タックルをあげた。
チームは8度目のスーパーボウル出場となった。最初の5回は優勝したがその後2回は敗れており、この大会に勝てばNFCのチームとしては初めて6回目の優勝となり、ニューイングランド・ペイトリオッツ、ピッツバーグ・スティーラーズに並ぶところであった。
| 年   | 成績           | NFC  | 地区 | 勝 | 敗 | 分 | 率   | Div | Con  | 平均得点 | 平均失点 |
| ---- | -------------- | ---- | ---- | -- | -- | -- | ---- | --- | ---- | -------- | -------- |
| 2023 | NFC優勝/SB敗戦 | 1位  | 優勝 | 12 | 5  | 0  | .706 | 5–1 | 10–2 | 28.9     | 17.5     |
|      |                |      |      |    |    |    |      |     |      |          |          |
| 2022 | NFC決勝敗退    | 2位  | 優勝 | 13 | 4  | 0  | .765 | 6–0 | 10–2 | 26.5     | 16.3     |
| 2021 | NFC決勝敗退    | 6位  | 3位  | 10 | 7  | 0  | .588 | 2–4 | 7–5  | 25.1     | 21.5     |
| 2020 | レギュラー敗退 | 10位 | 4位  | 6  | 10 | 0  | .375 | 3–3 | 4–8  | 23.5     | 24.4     |
| 2019 | NFC優勝/SB敗戦 | 1位  | 優勝 | 13 | 3  | 0  | .813 | 5–1 | 10–2 | 29.9     | 19.4     |
| 2018 | レギュラー敗退 | 15位 | 3位  | 4  | 12 | 0  | .250 | 1-5 | 2-10 | 21.4     | 27.2     |
| 2017 | レギュラー敗退 | 13位 | 4位  | 6  | 10 | 0  | .375 | 1-5 | 3-9  | 20.7     | 23.9     |
| 2016 | レギュラー敗退 | 16位 | 4位  | 2  | 14 | 0  | .125 | 2-4 | 2-10 | 19.3     | 30.0     |
| 2015 | レギュラー敗退 | 15位 | 4位  | 5  | 11 | 0  | .313 | 1-5 | 4-8  | 14.9     | 24.2     |
| 2014 | レギュラー敗退 | 8位  | 3位  | 8  | 8  | 0  | .500 | 2-4 | 7-5  | 19.1     | 21.3     |
| 2013 | NFC決勝敗退    | 5位  | 2位  | 12 | 4  | 0  | .750 | 5-1 | 9-3  | 25.4     | 17.0     |

### カンザスシティ・チーフス
前年のスーパーボウルチャンピオンであるカンザスシティ・チーフスは11勝6敗でシーズンを終えAFC第3シードとなった。アンディ・リードヘッドコーチの元で11年連続で勝ち越し、8年連続でAFC西地区優勝を果たした。
6年目のQBパトリック・マホームズは1試合あたりのパス獲得ヤード、インターセプト、QBレイティングなどで自己最低の成績に終わった。レシーバー陣には落球が多く、パスを落とした回数はNFLワーストであった。そうした状況にもかかわらずパス成功率は自己最高の67.2%であり、27タッチダウンをあげた。TEのトラビス・ケルシーが5年間で4度目となるチームトップのレシーブ獲得ヤードを記録したが2015年以来初めてレシーブ獲得ヤードが1000ヤードを下回った。WR陣では新人のラシー・ライスが938ヤード、7タッチダウン、2年目のRBアイザイア・パチェコが935ヤードを走り7タッチダウンをあげた。オフェンスラインではジョー・テューネイ、クリード・ハンフリーの2人がプロボウルに選ばれた。
ディフェンスラインのクリス・ジョーンズが10.5サックをあげてプロボウルに選ばれた。またジョージ・カーラフティスも10.5サックをあげた。ディフェンスバックのラジャリアス・スニードが2インターセプト、78タックル、14パスディフレクション、トレント・マクダフィーが80タックル、5ファンブルフォース、3サック、ジャスティン・リードがチームトップの95タックル、1インターセプト、3サックをあげた。
チーフスは最近5年間で4度目、通算6回目のスーパーボウル出場となった。それまでに3回優勝していた。1962年にはAFLチャンピオンになっている。
| 年   | 成績               | AFC | 地区 | 勝 | 敗 | 分 | 率   | Div | Con  | 平均得点 | 平均失点 |
| ---- | ------------------ | --- | ---- | -- | -- | -- | ---- | --- | ---- | -------- | -------- |
| 2023 | スーパーボウル制覇 | 3位 | 優勝 | 11 | 6  | 0  | .647 | 4–2 | 9–3  | 21.8     | 17.3     |
|      |                    |     |      |    |    |    |      |     |      |          |          |
| 2022 | スーパーボウル制覇 | 1位 | 優勝 | 14 | 3  | 0  | .824 | 6-0 | 9-3  | 29.2     | 21.7     |
| 2021 | AFC決勝敗退        | 2位 | 優勝 | 12 | 5  | 0  | .706 | 5-1 | 7-5  | 28.2     | 21.4     |
| 2020 | AFC優勝/SB敗戦     | 1位 | 優勝 | 14 | 2  | 0  | .875 | 4-2 | 10-2 | 29.6     | 22.6     |
| 2019 | スーパーボウル制覇 | 2位 | 優勝 | 12 | 4  | 0  | .750 | 6-0 | 9-3  | 28.2     | 19.3     |
| 2018 | AFC決勝敗退        | 1位 | 優勝 | 12 | 4  | 0  | .750 | 5-1 | 10-2 | 35.3     | 26.3     |
| 2017 | ワイルドカード敗退 | 4位 | 優勝 | 10 | 6  | 0  | .625 | 5-1 | 8-4  | 25.9     | 21.2     |
| 2016 | ディビジョナル敗退 | 2位 | 優勝 | 12 | 4  | 0  | .750 | 6-0 | 9-3  | 24.3     | 19.4     |
| 2015 | ディビジョナル敗退 | 5位 | 2位  | 11 | 5  | 0  | .688 | 5-1 | 10-2 | 25.3     | 17.7     |
| 2014 | レギュラー敗退     | 8位 | 2位  | 9  | 7  | 0  | .563 | 3-3 | 7-5  | 22.1     | 17.6     |
| 2013 | ワイルドカード敗退 | 5位 | 2位  | 11 | 5  | 0  | .688 | 2-4 | 7-5  | 26.9     | 19.1     |

### プレーオフ
サンフランシスコ・49ersは第1シードのため1回戦はバイウィークとなり、ディビジョナルプレーオフで第7シードのグリーンベイ・パッカーズと対戦した。14-21とリードされて第4Qを迎えたがパーディからマキャフリーへのタッチダウンなどで逆転、パッカーズの最後の攻撃もドレ・グリーンローがジョーダン・ラブのパスをインターセプトして24-21で勝利し3年連続でNFCチャンピオンシップゲームに進出した。第3シードのデトロイト・ライオンズとの試合では前半を7-24で終えたが、そこから連続で27得点あげるなど34-31で逆転勝利した。
カンザスシティ・チーフスは、ワイルドカードプレーオフで第6シードのマイアミ・ドルフィンズと対戦した。猛烈な寒波の中で行われたこの試合はキックオフ時点で氷点下20度の寒さでありNFL史上4番目に寒い中での試合となった。この試合でチームはドルフィンズをタッチダウン1本に抑え26-7で勝利した。ディビジョナルプレーオフでは第2シードのバッファロー・ビルズと対戦した。シーソーゲームとなったこの試合でチーフスは27-24で勝利し6年連続でAFCチャンピオンシップゲームに進出した。第1シードのボルチモア・レイブンズとの試合はディフェンスが活躍し17-10で勝利した。

## エンターテイメント

### 試合開始前
カントリーミュージック歌手のリーバ・マッキンタイアがアメリカ国歌を、ダニエル・デュラントの手話付きで歌う予定である。またラッパーのポスト・マローンがアメリカ・ザ・ビューティフルをアンドラ・デイがリフト・エブリ・ボイス・アンド・シングを歌う予定である。

### ハーフタイムショー
R&B、ポップ歌手のアッシャーがハーフタイムに出場することが発表された。

## 試合経過
| \| 開始 \| 開始 \| 開始 \| ボール保持 \| ドライブ \| ドライブ \| TOP \| 結果 \| 得点内容 \| 得点内容 \| 得点内容 \| 得点 \| 得点 \| \| Q \| 時間 \| 地点 \| ボール保持 \| P \| yd \| TOP \| 結果 \| yd \| 得点者 \| PAT \| 49ers \| チーフス \| \| ------------------------------------------------------------------------------------------------------------------------------- \| ------------------------------------------------------------------------------------------------------------------------------- \| ------------------------------------------------------------------------------------------------------------------------------- \| ------------------------------------------------------------------------------------------------------------------------------- \| ------------------------------------------------------------------------------------------------------------------------------- \| ------------------------------------------------------------------------------------------------------------------------------- \| ------------------------------------------------------------------------------------------------------------------------------- \| ------------------------------------------------------------------------------------------------------------------------------- \| ------------------------------------------------------------------------------------------------------------------------------- \| ------------------------------------------------------------------------------------------------------------------------------- \| ------------------------------------------------------------------------------------------------------------------------------- \| ----- \| -------- \| \| 1 \| 15:00 \| 自陣25 \| 49ers \| 5 \| 48 \| 2:45 \| ファンブルロスト \| — \| — \| — \| — \| — \| \| 1 \| 12:15 \| 自陣27 \| チーフス \| 3 \| 6 \| 1:59 \| パント \| — \| — \| — \| — \| — \| \| 1 \| 10:16 \| 自陣24 \| 49ers \| 4 \| 16 \| 3:48 \| パント \| — \| — \| — \| — \| — \| \| 1 \| 6:28 \| 自陣11 \| チーフス \| 4 \| 10 \| 2:35 \| パント \| — \| — \| — \| — \| — \| \| 1 \| 3:36 \| 自陣17 \| 49ers \| 10 \| 46 \| 4:05 \| フィールドゴール成功 \| 55 \| ムーディ \| — \| 3 \| 0 \| \| 2 \| 14:48 \| 自陣25 \| チーフス \| 5 \| 66 \| 2:49 \| ファンブルロスト \| — \| — \| — \| — \| — \| \| 2 \| 11:59 \| 自陣8 \| 49ers \| 4 \| 21 \| 2:43 \| パント \| — \| — \| — \| — \| — \| \| 2 \| 9:16 \| 自陣20 \| チーフス \| 3 \| -3 \| 1:27 \| パント \| — \| — \| — \| — \| — \| \| 2 \| 7:49 \| 自陣33 \| 49ers \| 8 \| 67 \| 3:26 \| タッチダウン（パス） \| 21 \| ジェニングス→マキャフリー \| キック成功 \| 10 \| 0 \| \| 2 \| 4:23 \| 自陣25 \| チーフス \| 13 \| 65 \| 4:03 \| フィールドゴール成功 \| 28 \| \| — \| 10 \| 3 \| \| 2 \| 0:20 \| 自陣25 \| 49ers \| 1 \| 6 \| 0:20 \| 前半終了 \| — \| — \| — \| — \| — \| \| 前半終了 \| \| \| \| \| \| \| \| \| \| \| \| \| \| 3 \| 15:00 \| 自陣25 \| チーフス \| 3 \| -2 \| 1:30 \| パント \| — \| — \| — \| — \| — \| \| 3 \| 13:30 \| 敵陣44 \| 49ers \| 3 \| -1 \| 0:59 \| パント \| — \| — \| — \| — \| — \| \| 3 \| 12:31 \| 自陣2 \| チーフス \| 3 \| 9 \| 1:46 \| パント \| — \| — \| — \| — \| — \| \| 3 \| 10:45 \| 自陣36 \| 49ers \| 3 \| -1 \| 1:43 \| パント \| — \| — \| — \| — \| — \| \| 3 \| 9:02 \| 自陣14 \| チーフス \| 9 \| 47 \| 4:01 \| フィールドゴール成功 \| 57 \| バトカー \| — \| 10 \| 6 \| \| 3 \| 5:01 \| 自陣25 \| 49ers \| 3 \| 0 \| 1:02 \| パント \| — \| — \| — \| — \| — \| \| 3 \| 3:59 \| 自陣27 \| チーフス \| 3 \| 8 \| 1:27 \| パントファンブルロスト \| — \| — \| — \| — \| — \| \| 3 \| 2:32 \| 敵陣16 \| チーフス \| 1 \| 16 \| 0:04 \| タッチダウン（パス） \| 16 \| マホームズ→バルデス・スカントリング \| キック成功 \| 10 \| 13 \| \| 3 \| 2:28 \| 自陣25 \| 49ers \| 12 \| 75 \| 6:06 \| タッチダウン（パス） \| 10 \| パーディ→ジェニングス \| キック失敗 \| 16 \| 13 \| \| 4 \| 11:22 \| 自陣25 \| チーフス \| 12 \| 69 \| 5:36 \| フィールドゴール成功 \| 24 \| バトカー \| — \| 16 \| 16 \| \| 4 \| 5:46 \| 自陣25 \| 49ers \| 7 \| 40 \| 3:53 \| フィールドゴール成功 \| 53 \| ムーディ \| — \| 19 \| 16 \| \| 4 \| 1:53 \| 自陣25 \| チーフス \| 11 \| 64 \| 1:50 \| フィールドゴール成功 \| 29 \| バトカー \| — \| 19 \| 19 \| \| 4 \| 0:03 \| 自陣25 \| 49ers \| 1 \| -1 \| 0:03 \| 後半終了 \| — \| — \| — \| — \| — \| \| 後半終了 \| \| \| \| \| \| \| \| \| \| \| \| \| \| OT \| 15:00 \| 自陣25 \| 49ers \| 13 \| 66 \| 7:38 \| フィールドゴール成功 \| 27 \| ムーディ \| — \| 22 \| 19 \| \| OT \| 7:22 \| 自陣25 \| チーフス \| 13 \| 75 \| 7:19 \| タッチダウン（パス） \| 3 \| マホームズ→ハードマン \| — \| 22 \| 25 \| \| P=プレー数、TOP=タイム・オブ・ポゼッション、PAT=ポイント・アフター・タッチダウン。 アメリカンフットボールの用語集 (en) も参照。 \| P=プレー数、TOP=タイム・オブ・ポゼッション、PAT=ポイント・アフター・タッチダウン。 アメリカンフットボールの用語集 (en) も参照。 \| P=プレー数、TOP=タイム・オブ・ポゼッション、PAT=ポイント・アフター・タッチダウン。 アメリカンフットボールの用語集 (en) も参照。 \| P=プレー数、TOP=タイム・オブ・ポゼッション、PAT=ポイント・アフター・タッチダウン。 アメリカンフットボールの用語集 (en) も参照。 \| P=プレー数、TOP=タイム・オブ・ポゼッション、PAT=ポイント・アフター・タッチダウン。 アメリカンフットボールの用語集 (en) も参照。 \| P=プレー数、TOP=タイム・オブ・ポゼッション、PAT=ポイント・アフター・タッチダウン。 アメリカンフットボールの用語集 (en) も参照。 \| P=プレー数、TOP=タイム・オブ・ポゼッション、PAT=ポイント・アフター・タッチダウン。 アメリカンフットボールの用語集 (en) も参照。 \| P=プレー数、TOP=タイム・オブ・ポゼッション、PAT=ポイント・アフター・タッチダウン。 アメリカンフットボールの用語集 (en) も参照。 \| P=プレー数、TOP=タイム・オブ・ポゼッション、PAT=ポイント・アフター・タッチダウン。 アメリカンフットボールの用語集 (en) も参照。 \| P=プレー数、TOP=タイム・オブ・ポゼッション、PAT=ポイント・アフター・タッチダウン。 アメリカンフットボールの用語集 (en) も参照。 \| P=プレー数、TOP=タイム・オブ・ポゼッション、PAT=ポイント・アフター・タッチダウン。 アメリカンフットボールの用語集 (en) も参照。 \| 22 \| 25 \| | | | | | | | | | | |       |          |
| 開始 | 開始 | 開始 | ボール保持 | ドライブ | ドライブ | TOP | 結果 | 得点内容 | 得点内容 | 得点内容 | 得点  | 得点     |
| Q | 時間 | 地点 | ボール保持 | P | yd | TOP | 結果 | yd | 得点者 | PAT | 49ers | チーフス |
| 1 | 15:00 | 自陣25 | 49ers | 5 | 48 | 2:45 | ファンブルロスト | — | — | — | —     | —        |
| 1 | 12:15 | 自陣27 | チーフス | 3 | 6 | 1:59 | パント | — | — | — | —     | —        |
| 1 | 10:16 | 自陣24 | 49ers | 4 | 16 | 3:48 | パント | — | — | — | —     | —        |
| 1 | 6:28 | 自陣11 | チーフス | 4 | 10 | 2:35 | パント | — | — | — | —     | —        |
| 1 | 3:36 | 自陣17 | 49ers | 10 | 46 | 4:05 | フィールドゴール成功 | 55 | ムーディ | — | 3     | 0        |
| 2 | 14:48 | 自陣25 | チーフス | 5 | 66 | 2:49 | ファンブルロスト | — | — | — | —     | —        |
| 2 | 11:59 | 自陣8 | 49ers | 4 | 21 | 2:43 | パント | — | — | — | —     | —        |
| 2 | 9:16 | 自陣20 | チーフス | 3 | -3 | 1:27 | パント | — | — | — | —     | —        |
| 2 | 7:49 | 自陣33 | 49ers | 8 | 67 | 3:26 | タッチダウン（パス） | 21 | ジェニングス→マキャフリー | キック成功 | 10    | 0        |
| 2 | 4:23 | 自陣25 | チーフス | 13 | 65 | 4:03 | フィールドゴール成功 | 28 | | — | 10    | 3        |
| 2 | 0:20 | 自陣25 | 49ers | 1 | 6 | 0:20 | 前半終了 | — | — | — | —     | —        |
| 前半終了 | | | | | | | | | | |       |          |
| 3 | 15:00 | 自陣25 | チーフス | 3 | -2 | 1:30 | パント | — | — | — | —     | —        |
| 3 | 13:30 | 敵陣44 | 49ers | 3 | -1 | 0:59 | パント | — | — | — | —     | —        |
| 3 | 12:31 | 自陣2 | チーフス | 3 | 9 | 1:46 | パント | — | — | — | —     | —        |
| 3 | 10:45 | 自陣36 | 49ers | 3 | -1 | 1:43 | パント | — | — | — | —     | —        |
| 3 | 9:02 | 自陣14 | チーフス | 9 | 47 | 4:01 | フィールドゴール成功 | 57 | バトカー | — | 10    | 6        |
| 3 | 5:01 | 自陣25 | 49ers | 3 | 0 | 1:02 | パント | — | — | — | —     | —        |
| 3 | 3:59 | 自陣27 | チーフス | 3 | 8 | 1:27 | パントファンブルロスト | — | — | — | —     | —        |
| 3 | 2:32 | 敵陣16 | チーフス | 1 | 16 | 0:04 | タッチダウン（パス） | 16 | マホームズ→バルデス・スカントリング                                                                                             | キック成功 | 10    | 13       |
| 3 | 2:28 | 自陣25 | 49ers | 12 | 75 | 6:06 | タッチダウン（パス） | 10 | パーディ→ジェニングス | キック失敗 | 16    | 13       |
| 4 | 11:22 | 自陣25 | チーフス | 12 | 69 | 5:36 | フィールドゴール成功 | 24 | バトカー | — | 16    | 16       |
| 4 | 5:46 | 自陣25 | 49ers | 7 | 40 | 3:53 | フィールドゴール成功 | 53 | ムーディ | — | 19    | 16       |
| 4 | 1:53 | 自陣25 | チーフス | 11 | 64 | 1:50 | フィールドゴール成功 | 29 | バトカー | — | 19    | 19       |
| 4 | 0:03 | 自陣25 | 49ers | 1 | -1 | 0:03 | 後半終了 | — | — | — | —     | —        |
| 後半終了 | | | | | | | | | | |       |          |
| OT | 15:00 | 自陣25 | 49ers | 13 | 66 | 7:38 | フィールドゴール成功 | 27 | ムーディ | — | 22    | 19       |
| OT | 7:22 | 自陣25 | チーフス | 13 | 75 | 7:19 | タッチダウン（パス） | 3 | マホームズ→ハードマン | — | 22    | 25       |
| P=プレー数、TOP=タイム・オブ・ポゼッション、PAT=ポイント・アフター・タッチダウン。 アメリカンフットボールの用語集 (en) も参照。 | P=プレー数、TOP=タイム・オブ・ポゼッション、PAT=ポイント・アフター・タッチダウン。 アメリカンフットボールの用語集 (en) も参照。 | P=プレー数、TOP=タイム・オブ・ポゼッション、PAT=ポイント・アフター・タッチダウン。 アメリカンフットボールの用語集 (en) も参照。 | P=プレー数、TOP=タイム・オブ・ポゼッション、PAT=ポイント・アフター・タッチダウン。 アメリカンフットボールの用語集 (en) も参照。 | P=プレー数、TOP=タイム・オブ・ポゼッション、PAT=ポイント・アフター・タッチダウン。 アメリカンフットボールの用語集 (en) も参照。 | P=プレー数、TOP=タイム・オブ・ポゼッション、PAT=ポイント・アフター・タッチダウン。 アメリカンフットボールの用語集 (en) も参照。 | P=プレー数、TOP=タイム・オブ・ポゼッション、PAT=ポイント・アフター・タッチダウン。 アメリカンフットボールの用語集 (en) も参照。 | P=プレー数、TOP=タイム・オブ・ポゼッション、PAT=ポイント・アフター・タッチダウン。 アメリカンフットボールの用語集 (en) も参照。 | P=プレー数、TOP=タイム・オブ・ポゼッション、PAT=ポイント・アフター・タッチダウン。 アメリカンフットボールの用語集 (en) も参照。 | P=プレー数、TOP=タイム・オブ・ポゼッション、PAT=ポイント・アフター・タッチダウン。 アメリカンフットボールの用語集 (en) も参照。 | P=プレー数、TOP=タイム・オブ・ポゼッション、PAT=ポイント・アフター・タッチダウン。 アメリカンフットボールの用語集 (en) も参照。 | 22    | 25       |

### 前半
ハワイ・マウイ島山火事で被災した高校のフットボール関係者が出席したコイントスで勝ったチーフスは後半のリターンを選択したため、前半は49ersがリターンすることとなった。49ersの最初のドライブは5プレーで49ヤードを獲得したが、これは主にQBのブロック・パーディがRBのクリスチャン・マキャフリーにボールをパスしたことによるものだった。チーフス陣内27ヤードラインでマキャフリーがファンブルし、チーフスがボールを奪った。
チーフスの最初のドライブはわずか3プレーでパントに追い込まれた。ナイナーズの次のドライブは4プレー、16ヤードを獲得したが、フォルススタートやホールディングなどのペナルティで第3ダウン残り27ヤードに追い込まれファーストダウンを獲得できずパントに終わった。チーフスの次のドライブも4プレーで10ヤード獲得にとどまり、再びパントに追い込まれた。
49ersは第1クォーターから第2クォーターにまたがった次のドライブで、10プレーで46ヤードを獲得し、Kのジェイク・ムーディが55ヤードのフィールドゴールを成功させ、49ersが3点を獲得した。チーフスは次のドライブで4プレーで66ヤードを前進させた。49ers陣内9ヤードラインでRBのアイザイア・パチェコがファンブルし、49ersがボールをリカバー、チーフスの得点を阻止した。しかし、49ersの次の攻撃は3プレーでパントに終わり、ターンオーバーを生かすことができなかった。チーフスも次のドライブでパントに終わった。
49ersは次のドライブで8プレー、67ヤードを獲得しタッチダウンをあげた。タッチダウンプレーは、パーディがスクリメージラインの後ろでWRのジャウアン・ジェニングスにボールをパスし、ジェニングスがそのボールをマキャフリーにパスし、21ヤードのタッチダウンを決めた。ジェニングスのこのパスはNFL入り後、初めてのパスであった。ムーディーはPATに成功し、49ersのリードを10-0に広げた。チーフスは次のドライブで13プレー、65ヤードを獲得し、Kのハリソン・バトカーが28ヤードのフィールドゴールを決めて、3点を獲得した。49ersは前半残り時間わずかで攻撃権を得たがパーディがニーダウンで時計を使い果たし、前半は49ersが10-3リードしてで終了した。

### 後半
第3クォーターの後半は両チームの激しいパフォーマンスの時間となった。チーフスは最初のプレーでファンブルしたが、ボールをリカバーし10ヤードのロスにとどめた。次の2プレーで10ヤードを獲得した後、パトリック・マホームズのパスをSのジアイル・ブラウンがインターセプトした。しかし、49ersはターンオーバーを活かすことができず、わずか3プレーでパントに終わった。両チームが再びパントした後、チーフスの次のドライブは47ヤードに達し、バトカーがスーパーボウル最長記録となる57ヤードのフィールドゴールを決めて10-6となった。
第4クォーターに入り、49ersがまだ10対6でリードしていたものの、次のドライブはわずか3プレーでパントに追い込まれた。チーフスの次のドライブはわずか3プレー、8ヤードしか続かず、再びパントに追い込まれた。パントの際、ボールはCBのダレル・ルーター・ジュニアの右足かかとに当たった。ルーターはボールが来ていることに気付かず、彼にボールが当たったためフリーボールとなり、このボールを押さえたチーフスが49ers陣内16ヤードラインで攻撃権を獲得した。次のプレーで、マホームズはWRのマルケス・バルデス＝スキャントリングに投げて16ヤードのタッチダウンを決めた。バトカーのPATが成功し、チーフスが13-10とリードした。
49ersは次のドライブで12プレイ、75ヤードを獲得。ドライブ中の重要なプレーでは、ジェニングスへの17ヤードのパスと、FBのカイル・ユーズチェックによる2ヤードのランが成功。最後のプレーはパーディからジェニングスへの10ヤードのタッチダウンで終わった。しかし、ムーディーのPATはチーフスのLB、レオ・チェナルにブロックされ失敗、49ersが16対13と逆転した。
チーフスの次のドライブは12プレイで69ヤードを獲得した。チーフスが49ers陣内46ヤードラインに到達すると、マホームズはファンブルしたがボールを奪い返し、ドライブを生かし続けた。第2ダウンでパスが不成功、第3ダウンにマホームズがサックされ、その結果バトカーが24ヤードのフィールドはゴールを決めてスコアを16-16の同点にした。
49ersはわずか4プレーでチーフス陣地の40ヤードラインに到達することができた。2ミニッツウォーニングの後、パーディはパスを2本投げ、ムーディが53ヤードのフィールドゴールを決めてドライブは終了。49ersが19-16とリードした。もう一度タッチバックした後、チーフスはのこり1分以内にフィールドゴール圏内に入る必要があった。このドライブでチーフスは11プレー、64ヤードを獲得し、バトカーが29ヤードのフィールドゴールを決めて19点の同点に追いつく。残り3秒というところで、パーディはニーダウンで時間切れとなり、試合は延長戦に持ち込まれた。

### 延長戦
第58回スーパーボウルは、7年前の第51回スーパーボウルに続き、延長戦が行われた2回目のスーパーボウルとなった。コイントスで勝った49ersは先攻を選択した（試合終了後49ersの選手はレギュラーシーズンと異なり延長で最初にタッチダウンを奪っても勝利にならないルール変更がなされていた点について知らなかったことを告白した。）。49ersのドライブでは、第3ダウンでパス失敗に終わったが、チーフスのホールディングペナルティにより、49ersはオートマティックファーストダウンを獲得するなどボールを進め、ムーディのフィールドゴールで、49ersが22-19とリードした。
チーフスはドライブは13プレイで75ヤードを獲得した。このドライブでチーフスは第3ダウン2回、第4ダウン1回と追い詰められたがマホームズのデザインランなどでファーストダウンを更新、延長戦残り3秒でマホームズがメコール・ハードマンにパスを投げて3ヤードのタッチダウンを決め、チーフスが25-22でスーパーボウルに勝利した。チーフスがスーパーボウルで優勝したのは2年連続、通算4度目となった。

## スターティングラインアップ
| 49ers                                             | ポジション | ポジション | チーフス                                                       |
| オフェンス                                        | オフェンス | オフェンス | オフェンス                                                     |
| ------------------------------------------------- | ---------- | ---------- | -------------------------------------------------------------- |
| ジョージ・キトル 85 George Kittle                 | TE         | TE         | トラビス・ケルシー 87 Travis Kelce                             |
| カイル・ユーズチェック 44 Kyle Juszczyk           | FB         | TE         | ノア・グレイ 83 Noah Gray                                      |
| トレント・ウィリアムズ 71 Trent Williams          | LT         | LT         | ドノバン・スミス 68 Donovan Smith                              |
| アーロン・バンクス 62 Aaron Banks                 | LG         | LG         | ニック・アレグレッティ 73 Nick Allegretti                      |
| ジェイク・ブレンデル 64 Jake Brendel              | C          | C          | クリード・ハンフリー 52 Creed Humphrey                         |
| ジョン・フェリシアーノ 65 Jon Feliciano           | RG         | RG         | トレイ・スミス 65 Trey Smith                                   |
| コルトン・マキビッツ 68 Colton McKivitz           | RT         | RT         | ジャワン・テイラー 74 Jawaan Taylor                            |
| ディーボ・サミュエル 19 Deebo Samuel              | WR         | WR         | マルケス・バルデス＝スカントリング 11 Marquez Valdes-Scantling |
| ブランドン・アイユーク 83 Brandon Aiyuk           | WR         | WR         | ラシー・ライス 4 Rashee Rice                                   |
| ブロック・パーディ 13 Brock Purdy                 | QB         | QB         | パトリック・マホームズ 15 Patrick Mahomes                      |
| クリスチャン・マキャフリー 10 Christian McCaffrey | RB         | RB         | アイザイア・パチェコ 10 Isiah Pacheco                          |
| スペシャルチーム                                  |            |            |                                                                |
| ジェイク・ムーディ 7 Jake Moody                   | K          | K          | ハリソン・バトカー 7 Harrison Butker                           |
| ミッチ・ウィシュノウスキー 18 Mitch Wishnowsky    | P          | P          | トミー・タウンゼント 5 Tommy Townsend                          |

| 49ers                                          | ポジション   | ポジション   | チーフス                                     |
| ディフェンス                                   | ディフェンス | ディフェンス | ディフェンス                                 |
| ---------------------------------------------- | ------------ | ------------ | -------------------------------------------- |
| アリク・アームステッド 56 Arik Armstead        | DT           | DT           | クリス・ジョーンズ 95 Chris Jones            |
| ジェイボン・ハーグレイブ 98 Javon Hargrave     | DE           | DT           | マイク・ペネル 69 Mike Pennel                |
| ニック・ボーサ 91 Nick Bosa                    | DT           | DT           | マイク・ダンナ 91 Mike Danna                 |
| チェイス・ヤング 95 Chase Young                | DT           | DT           | ジョージ・カーラフティス 56 George Karlaftis |
| ドレ・グリーンロー 57 Dre Greenlaw             | LB           | LB           | ニック・ボルトン 32 Nick Bolton              |
| フレッド・ワーナー 54 Fred Warner              | LB           | LB           | レオ・シェナル 54 Leo Chenal                 |
| オレン・バークス 48 Oren Burks                 | LB           | LB           | ウィリー・ゲイ 50 Willie Gay                 |
| シャーバリウス・ウォード 7 Charvarius Ward     | CB           | CB           | トレント・マクダフィー 38 Trent McDuffie     |
| ディオモンドアー・レノアー 2 Deommodore Lenoir | CB           | CB           | ラジャリアス・スニード 38 L'Jarius Sneed     |
| ジアイル・ブラウン 27 Ji'Ayir Brown            | S            | S            | ジャスティン・リード 20 Justin Reid          |
| テイショーン・ギプソン 20 Tashaun Gipson       | S            | S            | マイク・エドワーズ 21 Mike Edwards           |
| ヘッドコーチ                                   |              |              |                                              |
| カイル・シャナハン Kyle Shanahan               | HC           | HC           | アンディ・リード Andy Reid                   |

## 試合後の出来事
2023年にトラビス・ケルシーとの交際が報じられたテイラー・スウィフトが、同戦を観戦。試合終了後にはケルシーの母らと共にフィールドに降り、ケルシーと熱い抱擁を交わした。因みにスウィフトは、直前にThe Eras Tourの東京ドーム公演のために日本へ渡航しており、公演終了後に即帰国し、一旦ロサンゼルスを経由した後にラスベガス入りした。また、スウィフトはアイス・スパイスらと共に観戦した。
本試合の視聴者数は過去最多となる1億2030万人、動画配信サービスを含めた視聴者数は1億2370万人だったことを2月13日にニールセンが発表した。前述の通り、スウィフトが現地観戦したことで女性視聴者が増加したのも影響しており、ニューヨーク・タイムズによると、化粧品会社がスーパーボウルのCM枠を購入した事例もあったとしている。
2月14日にチーフスの地元ミズーリ州カンザスシティで優勝パレードが行われたがその際、銃の乱射事件が起き、1人が死亡22人が負傷した。

## トーナメント表
|  |                                                  |                                                  |                                                  |                               |                                |                                |                                |                              |            |    |                                |                                |                                |  |  |                                  |                                  |                                  |
|  | ワイルドカード・プレーオフ                       | ワイルドカード・プレーオフ                       | ワイルドカード・プレーオフ                       |                               |                                | ディビジョナル・プレーオフ     | ディビジョナル・プレーオフ     | ディビジョナル・プレーオフ   |            |    |                                |                                |                                |  |  |                                  |                                  |                                  |
|  | 2024年1月15日 レイモンド・ジェームス・スタジアム | 2024年1月15日 レイモンド・ジェームス・スタジアム | 2024年1月15日 レイモンド・ジェームス・スタジアム |                               |                                | 1月21日 フォード・フィールド   | 1月21日 フォード・フィールド   | 1月21日 フォード・フィールド |            |    | 1月28日 リーバイス・スタジアム | 1月28日 リーバイス・スタジアム | 1月28日 リーバイス・スタジアム |  |  | 2月11日 アレジアント・スタジアム | 2月11日 アレジアント・スタジアム | 2月11日 アレジアント・スタジアム |
|  | 5                                                | イーグルス                                       | 9                                                |                               |                                | 1月21日 フォード・フィールド   | 1月21日 フォード・フィールド   | 1月21日 フォード・フィールド |            |    | 1月28日 リーバイス・スタジアム | 1月28日 リーバイス・スタジアム | 1月28日 リーバイス・スタジアム |  |  | 2月11日 アレジアント・スタジアム | 2月11日 アレジアント・スタジアム | 2月11日 アレジアント・スタジアム |
|  | 5                                                | イーグルス                                       | 9                                                |                               |                                | 1月21日 フォード・フィールド   | 1月21日 フォード・フィールド   | 1月21日 フォード・フィールド |            |    | 1月28日 リーバイス・スタジアム | 1月28日 リーバイス・スタジアム | 1月28日 リーバイス・スタジアム |  |  | 2月11日 アレジアント・スタジアム | 2月11日 アレジアント・スタジアム | 2月11日 アレジアント・スタジアム |
|  | 4                                                | バッカニアーズ                                   | 32                                               |                               |                                | 1月21日 フォード・フィールド   | 1月21日 フォード・フィールド   | 1月21日 フォード・フィールド |            |    | 1月28日 リーバイス・スタジアム | 1月28日 リーバイス・スタジアム | 1月28日 リーバイス・スタジアム |  |  | 2月11日 アレジアント・スタジアム | 2月11日 アレジアント・スタジアム | 2月11日 アレジアント・スタジアム |
|  | 4                                                | バッカニアーズ                                   | 32                                               |                               |                                | 1月21日 フォード・フィールド   | 1月21日 フォード・フィールド   | 1月21日 フォード・フィールド |            |    | 1月28日 リーバイス・スタジアム | 1月28日 リーバイス・スタジアム | 1月28日 リーバイス・スタジアム |  |  | 2月11日 アレジアント・スタジアム | 2月11日 アレジアント・スタジアム | 2月11日 アレジアント・スタジアム |
|  | 2024年1月14日 フォード・フィールド               | 2024年1月14日 フォード・フィールド               | 2024年1月14日 フォード・フィールド               | 4                             | バッカニアーズ                 | 23                             |                                |                              |            |    | 1月28日 リーバイス・スタジアム | 1月28日 リーバイス・スタジアム | 1月28日 リーバイス・スタジアム |  |  | 2月11日 アレジアント・スタジアム | 2月11日 アレジアント・スタジアム | 2月11日 アレジアント・スタジアム |
|  | 2024年1月14日 フォード・フィールド               | 2024年1月14日 フォード・フィールド               | 2024年1月14日 フォード・フィールド               | 4                             | バッカニアーズ                 | 23                             |                                |                              |            |    | 1月28日 リーバイス・スタジアム | 1月28日 リーバイス・スタジアム | 1月28日 リーバイス・スタジアム |  |  | 2月11日 アレジアント・スタジアム | 2月11日 アレジアント・スタジアム | 2月11日 アレジアント・スタジアム |
|  | 2024年1月14日 フォード・フィールド               | 2024年1月14日 フォード・フィールド               | 2024年1月14日 フォード・フィールド               |                               | 3                              | ライオンズ                     | 31                             |                              |            |    | 1月28日 リーバイス・スタジアム | 1月28日 リーバイス・スタジアム | 1月28日 リーバイス・スタジアム |  |  | 2月11日 アレジアント・スタジアム | 2月11日 アレジアント・スタジアム | 2月11日 アレジアント・スタジアム |
|  | 2024年1月14日 フォード・フィールド               | 2024年1月14日 フォード・フィールド               | 2024年1月14日 フォード・フィールド               |                               | 3                              | ライオンズ                     | 31                             |                              |            |    | 1月28日 リーバイス・スタジアム | 1月28日 リーバイス・スタジアム | 1月28日 リーバイス・スタジアム |  |  | 2月11日 アレジアント・スタジアム | 2月11日 アレジアント・スタジアム | 2月11日 アレジアント・スタジアム |
|  | 6                                                | ラムズ                                           | 23                                               | NFC                           | NFC                            | NFC                            |                                |                              |            |    | 1月28日 リーバイス・スタジアム | 1月28日 リーバイス・スタジアム | 1月28日 リーバイス・スタジアム |  |  | 2月11日 アレジアント・スタジアム | 2月11日 アレジアント・スタジアム | 2月11日 アレジアント・スタジアム |
|  | 6                                                | ラムズ                                           | 23                                               | NFC                           | NFC                            | NFC                            |                                |                              |            |    | 1月28日 リーバイス・スタジアム | 1月28日 リーバイス・スタジアム | 1月28日 リーバイス・スタジアム |  |  | 2月11日 アレジアント・スタジアム | 2月11日 アレジアント・スタジアム | 2月11日 アレジアント・スタジアム |
|  | 3                                                | ライオンズ                                       | 24                                               |                               | 1月20日 リーバイス・スタジアム | 1月20日 リーバイス・スタジアム | 1月20日 リーバイス・スタジアム |                              |            |    | 1月28日 リーバイス・スタジアム | 1月28日 リーバイス・スタジアム | 1月28日 リーバイス・スタジアム |  |  | 2月11日 アレジアント・スタジアム | 2月11日 アレジアント・スタジアム | 2月11日 アレジアント・スタジアム |
|  | 3                                                | ライオンズ                                       | 24                                               |                               | 1月20日 リーバイス・スタジアム | 1月20日 リーバイス・スタジアム | 1月20日 リーバイス・スタジアム |                              |            |    | 1月28日 リーバイス・スタジアム | 1月28日 リーバイス・スタジアム | 1月28日 リーバイス・スタジアム |  |  | 2月11日 アレジアント・スタジアム | 2月11日 アレジアント・スタジアム | 2月11日 アレジアント・スタジアム |
|  | 2024年1月14日 AT&Tスタジアム                     | 2024年1月14日 AT&Tスタジアム                     | 2024年1月14日 AT&Tスタジアム                     | 3                             | 1月20日 リーバイス・スタジアム | 1月20日 リーバイス・スタジアム | 1月20日 リーバイス・スタジアム | ライオンズ                   | 31         |    |                                |                                |                                |  |  | 2月11日 アレジアント・スタジアム | 2月11日 アレジアント・スタジアム | 2月11日 アレジアント・スタジアム |
|  | 2024年1月14日 AT&Tスタジアム                     | 2024年1月14日 AT&Tスタジアム                     | 2024年1月14日 AT&Tスタジアム                     | 3                             | 1月20日 リーバイス・スタジアム | 1月20日 リーバイス・スタジアム | 1月20日 リーバイス・スタジアム | ライオンズ                   | 31         |    |                                |                                |                                |  |  | 2月11日 アレジアント・スタジアム | 2月11日 アレジアント・スタジアム | 2月11日 アレジアント・スタジアム |
|  | 2024年1月14日 AT&Tスタジアム                     | 2024年1月14日 AT&Tスタジアム                     | 2024年1月14日 AT&Tスタジアム                     |                               | 1月20日 リーバイス・スタジアム | 1月20日 リーバイス・スタジアム | 1月20日 リーバイス・スタジアム | 1                            | 49ers      | 34 |                                |                                |                                |  |  | 2月11日 アレジアント・スタジアム | 2月11日 アレジアント・スタジアム | 2月11日 アレジアント・スタジアム |
|  | 2024年1月14日 AT&Tスタジアム                     | 2024年1月14日 AT&Tスタジアム                     | 2024年1月14日 AT&Tスタジアム                     |                               | 1月20日 リーバイス・スタジアム | 1月20日 リーバイス・スタジアム | 1月20日 リーバイス・スタジアム | 1                            | 49ers      | 34 |                                |                                |                                |  |  | 2月11日 アレジアント・スタジアム | 2月11日 アレジアント・スタジアム | 2月11日 アレジアント・スタジアム |
|  | 2024年1月14日 AT&Tスタジアム                     | 2024年1月14日 AT&Tスタジアム                     | 2024年1月14日 AT&Tスタジアム                     | NFCチャンピオンシップ         | 1月20日 リーバイス・スタジアム | 1月20日 リーバイス・スタジアム | 1月20日 リーバイス・スタジアム |                              |            |    |                                |                                |                                |  |  | 2月11日 アレジアント・スタジアム | 2月11日 アレジアント・スタジアム | 2月11日 アレジアント・スタジアム |
|  | 2024年1月14日 AT&Tスタジアム                     | 2024年1月14日 AT&Tスタジアム                     | 2024年1月14日 AT&Tスタジアム                     |                               | 1月20日 リーバイス・スタジアム | 1月20日 リーバイス・スタジアム | 1月20日 リーバイス・スタジアム |                              |            |    |                                |                                |                                |  |  | 2月11日 アレジアント・スタジアム | 2月11日 アレジアント・スタジアム | 2月11日 アレジアント・スタジアム |
|  | 2024年1月14日 AT&Tスタジアム                     | 2024年1月14日 AT&Tスタジアム                     | 2024年1月14日 AT&Tスタジアム                     | 1月28日 M&Tバンク・スタジアム | 1月20日 リーバイス・スタジアム | 1月20日 リーバイス・スタジアム | 1月20日 リーバイス・スタジアム |                              |            |    |                                |                                |                                |  |  | 2月11日 アレジアント・スタジアム | 2月11日 アレジアント・スタジアム | 2月11日 アレジアント・スタジアム |
|  | 7                                                | パッカーズ                                       | 48                                               |                               | 1月20日 リーバイス・スタジアム | 1月20日 リーバイス・スタジアム | 1月20日 リーバイス・スタジアム |                              |            |    |                                |                                |                                |  |  | 2月11日 アレジアント・スタジアム | 2月11日 アレジアント・スタジアム | 2月11日 アレジアント・スタジアム |
|  | 7                                                | パッカーズ                                       | 48                                               | 7                             | パッカーズ                     | 21                             |                                |                              |            |    |                                |                                |                                |  |  | 2月11日 アレジアント・スタジアム | 2月11日 アレジアント・スタジアム | 2月11日 アレジアント・スタジアム |
|  | 2                                                | カウボーイズ                                     | 32                                               | 7                             | パッカーズ                     | 21                             |                                |                              |            |    |                                |                                |                                |  |  | 2月11日 アレジアント・スタジアム | 2月11日 アレジアント・スタジアム | 2月11日 アレジアント・スタジアム |
|  | 2                                                | カウボーイズ                                     | 32                                               | 1                             | 49ers                          | 24                             |                                |                              |            |    |                                |                                |                                |  |  | 2月11日 アレジアント・スタジアム | 2月11日 アレジアント・スタジアム | 2月11日 アレジアント・スタジアム |
|  | 2024年1月13日 アローヘッド・スタジアム           |                                                  |                                                  | 1                             | 49ers                          | 24                             |                                |                              |            |    |                                |                                |                                |  |  | 2月11日 アレジアント・スタジアム | 2月11日 アレジアント・スタジアム | 2月11日 アレジアント・スタジアム |
|  | 1月21日 ハイマーク・スタジアム                   |                                                  |                                                  |                               |                                |                                |                                |                              |            |    |                                |                                |                                |  |  | 2月11日 アレジアント・スタジアム | 2月11日 アレジアント・スタジアム | 2月11日 アレジアント・スタジアム |
|  |                                                  |                                                  |                                                  |                               |                                |                                |                                |                              |            |    |                                |                                |                                |  |  | 2月11日 アレジアント・スタジアム | 2月11日 アレジアント・スタジアム | 2月11日 アレジアント・スタジアム |
|  |                                                  |                                                  |                                                  |                               |                                |                                |                                |                              |            |    |                                |                                |                                |  |  | 2月11日 アレジアント・スタジアム | 2月11日 アレジアント・スタジアム | 2月11日 アレジアント・スタジアム |
|  |                                                  |                                                  |                                                  |                               |                                |                                |                                |                              |            |    |                                |                                |                                |  |  | 2月11日 アレジアント・スタジアム | 2月11日 アレジアント・スタジアム | 2月11日 アレジアント・スタジアム |
|  | N1                                               | 49ers                                            | 22                                               |                               |                                |                                |                                |                              |            |    |                                |                                |                                |  |  |                                  |                                  |                                  |
|  | N1                                               | 49ers                                            | 22                                               |                               |                                |                                |                                |                              |            |    |                                |                                |                                |  |  |                                  |                                  |                                  |
|  |                                                  | A3                                               | チーフス                                         | 25*                           |                                |                                |                                |                              |            |    |                                |                                |                                |  |  |                                  |                                  |                                  |
|  |                                                  | A3                                               | チーフス                                         | 25*                           |                                |                                |                                |                              |            |    |                                |                                |                                |  |  |                                  |                                  |                                  |
|  | 6                                                | ドルフィンズ                                     | 7                                                | 第58回スーパーボウル          | 第58回スーパーボウル           | 第58回スーパーボウル           |                                |                              |            |    |                                |                                |                                |  |  |                                  |                                  |                                  |
|  | 6                                                | ドルフィンズ                                     | 7                                                | 第58回スーパーボウル          | 第58回スーパーボウル           | 第58回スーパーボウル           |                                |                              |            |    |                                |                                |                                |  |  |                                  |                                  |                                  |
|  | 3                                                | チーフス                                         | 26                                               | 第58回スーパーボウル          | 第58回スーパーボウル           | 第58回スーパーボウル           |                                |                              |            |    |                                |                                |                                |  |  |                                  |                                  |                                  |
|  | 3                                                | チーフス                                         | 26                                               | 第58回スーパーボウル          | 第58回スーパーボウル           | 第58回スーパーボウル           |                                |                              |            |    |                                |                                |                                |  |  |                                  |                                  |                                  |
|  | 2024年1月15日 ハイマーク・スタジアム             | 2024年1月15日 ハイマーク・スタジアム             | 2024年1月15日 ハイマーク・スタジアム             | 3                             | チーフス                       | 27                             |                                |                              |            |    |                                |                                |                                |  |  |                                  |                                  |                                  |
|  | 2024年1月15日 ハイマーク・スタジアム             | 2024年1月15日 ハイマーク・スタジアム             | 2024年1月15日 ハイマーク・スタジアム             | 3                             | チーフス                       | 27                             |                                |                              |            |    |                                |                                |                                |  |  |                                  |                                  |                                  |
|  | 2024年1月15日 ハイマーク・スタジアム             | 2024年1月15日 ハイマーク・スタジアム             | 2024年1月15日 ハイマーク・スタジアム             |                               | 2                              | ビルズ                         | 24                             |                              |            |    |                                |                                |                                |  |  |                                  |                                  |                                  |
|  | 2024年1月15日 ハイマーク・スタジアム             | 2024年1月15日 ハイマーク・スタジアム             | 2024年1月15日 ハイマーク・スタジアム             |                               | 2                              | ビルズ                         | 24                             |                              |            |    |                                |                                |                                |  |  |                                  |                                  |                                  |
|  | 7                                                | スティーラーズ                                   | 17                                               | AFC                           | AFC                            | AFC                            |                                |                              |            |    |                                |                                |                                |  |  |                                  |                                  |                                  |
|  | 7                                                | スティーラーズ                                   | 17                                               | AFC                           | AFC                            | AFC                            |                                |                              |            |    |                                |                                |                                |  |  |                                  |                                  |                                  |
|  | 2                                                | ビルズ                                           | 31                                               |                               | 1月20日 M&Tバンク・スタジアム  | 1月20日 M&Tバンク・スタジアム  | 1月20日 M&Tバンク・スタジアム  |                              |            |    |                                |                                |                                |  |  |                                  |                                  |                                  |
|  | 2                                                | ビルズ                                           | 31                                               |                               | 1月20日 M&Tバンク・スタジアム  | 1月20日 M&Tバンク・スタジアム  | 1月20日 M&Tバンク・スタジアム  |                              |            |    |                                |                                |                                |  |  |                                  |                                  |                                  |
|  | 2024年1月13日 NRGスタジアム                      | 2024年1月13日 NRGスタジアム                      | 2024年1月13日 NRGスタジアム                      | 3                             | 1月20日 M&Tバンク・スタジアム  | 1月20日 M&Tバンク・スタジアム  | 1月20日 M&Tバンク・スタジアム  | チーフス                     | 17         |    |                                |                                |                                |  |  |                                  |                                  |                                  |
|  | 2024年1月13日 NRGスタジアム                      | 2024年1月13日 NRGスタジアム                      | 2024年1月13日 NRGスタジアム                      | 3                             | 1月20日 M&Tバンク・スタジアム  | 1月20日 M&Tバンク・スタジアム  | 1月20日 M&Tバンク・スタジアム  | チーフス                     | 17         |    |                                |                                |                                |  |  |                                  |                                  |                                  |
|  | 2024年1月13日 NRGスタジアム                      | 2024年1月13日 NRGスタジアム                      | 2024年1月13日 NRGスタジアム                      |                               | 1月20日 M&Tバンク・スタジアム  | 1月20日 M&Tバンク・スタジアム  | 1月20日 M&Tバンク・スタジアム  | 1                            | レイブンズ | 10 |                                |                                |                                |  |  |                                  |                                  |                                  |
|  | 2024年1月13日 NRGスタジアム                      | 2024年1月13日 NRGスタジアム                      | 2024年1月13日 NRGスタジアム                      |                               | 1月20日 M&Tバンク・スタジアム  | 1月20日 M&Tバンク・スタジアム  | 1月20日 M&Tバンク・スタジアム  | 1                            | レイブンズ | 10 |                                |                                |                                |  |  |                                  |                                  |                                  |
|  | 2024年1月13日 NRGスタジアム                      | 2024年1月13日 NRGスタジアム                      | 2024年1月13日 NRGスタジアム                      | AFCチャンピオンシップ         | 1月20日 M&Tバンク・スタジアム  | 1月20日 M&Tバンク・スタジアム  | 1月20日 M&Tバンク・スタジアム  |                              |            |    |                                |                                |                                |  |  |                                  |                                  |                                  |
|  | 2024年1月13日 NRGスタジアム                      | 2024年1月13日 NRGスタジアム                      | 2024年1月13日 NRGスタジアム                      |                               | 1月20日 M&Tバンク・スタジアム  | 1月20日 M&Tバンク・スタジアム  | 1月20日 M&Tバンク・スタジアム  |                              |            |    |                                |                                |                                |  |  |                                  |                                  |                                  |
|  | 2024年1月13日 NRGスタジアム                      | 2024年1月13日 NRGスタジアム                      | 2024年1月13日 NRGスタジアム                      |                               | 1月20日 M&Tバンク・スタジアム  | 1月20日 M&Tバンク・スタジアム  | 1月20日 M&Tバンク・スタジアム  |                              |            |    |                                |                                |                                |  |  |                                  |                                  |                                  |
|  | 5                                                | ブラウンズ                                       | 14                                               |                               | 1月20日 M&Tバンク・スタジアム  | 1月20日 M&Tバンク・スタジアム  | 1月20日 M&Tバンク・スタジアム  |                              |            |    |                                |                                |                                |  |  |                                  |                                  |                                  |
|  | 5                                                | ブラウンズ                                       | 14                                               | 4                             | テキサンズ                     | 10                             |                                |                              |            |    |                                |                                |                                |  |  |                                  |                                  |                                  |
|  | 4                                                | テキサンズ                                       | 45                                               | 4                             | テキサンズ                     | 10                             |                                |                              |            |    |                                |                                |                                |  |  |                                  |                                  |                                  |
|  | 4                                                | テキサンズ                                       | 45                                               | 1                             | レイブンズ                     | 34                             |                                |                              |            |    |                                |                                |                                |  |  |                                  |                                  |                                  |
|  |                                                  |                                                  |                                                  | 1                             | レイブンズ                     | 34                             |                                |                              |            |    |                                |                                |                                |  |  |                                  |                                  |                                  |
|  |                                                  |                                                  |                                                  |                               |                                |                                |                                |                              |            |    |                                |                                |                                |  |  |                                  |                                  |                                  |
|  |                                                  |                                                  |                                                  |                               |                                |                                |                                |                              |            |    |                                |                                |                                |  |  |                                  |                                  |                                  |
|  |                                                  |                                                  |                                                  |                               |                                |                                |                                |                              |            |    |                                |                                |                                |  |  |                                  |                                  |                                  |
|  |                                                  |                                                  |                                                  |                               |                                |                                |                                |                              |            |    |                                |                                |                                |  |  |                                  |                                  |                                  |